# Évian-les-Bains
 Évian-les-Bains  es una comuna de Francia, en la región de Auvernia-Ródano-Alpes, departamento de Alta Saboya, en el distrito de Thonon-les-Bains. Es la cabecera y mayor población del cantón homónimo. Évian-les-Bains está cerca de la frontera con Suiza, y la ciudad de Ginebra se encuentra a solo 41 kilómetros al suroeste, bordeando el lago Lemán.
Su población en el censo de 2014 era de 8 822 habitantes. Forma parte de la aglomeración urbana de Thonon-les-Bains.
Está integrada en la communauté de communes du Pays d'Évian Vallée d'Abondance.
La zona es un lugar de vacaciones de alto nivel, muy cotizado. Es una ciudad balneario a orillas del lago Lemán, que ha recibido la visita, por más de dos siglos, de realezas mundiales como los reyes Eduardo VII y Jorge V del Reino Unido y el rey Faruk de Egipto, y celebridades como la condesa Anna de Noailles y Marcel Proust. Fue la sede de la 29.ª Cumbre del G8, celebrada entre el 1 y el 3 de junio de 2003.
Ciudad hermanada con la población española de Benicásim (Castellón de la Plana).

## Demografía
| 5150 | 5863 | 6026 | 6018 | 6895 | 7273 | 7787 | 8142 | 8822 |
| Para los censos de 1962 a 1999 la población legal corresponde a la población sin duplicidades (Fuente: INSEE [Consultar]) |      |      |      |      |      |      |      |      |

## Galería

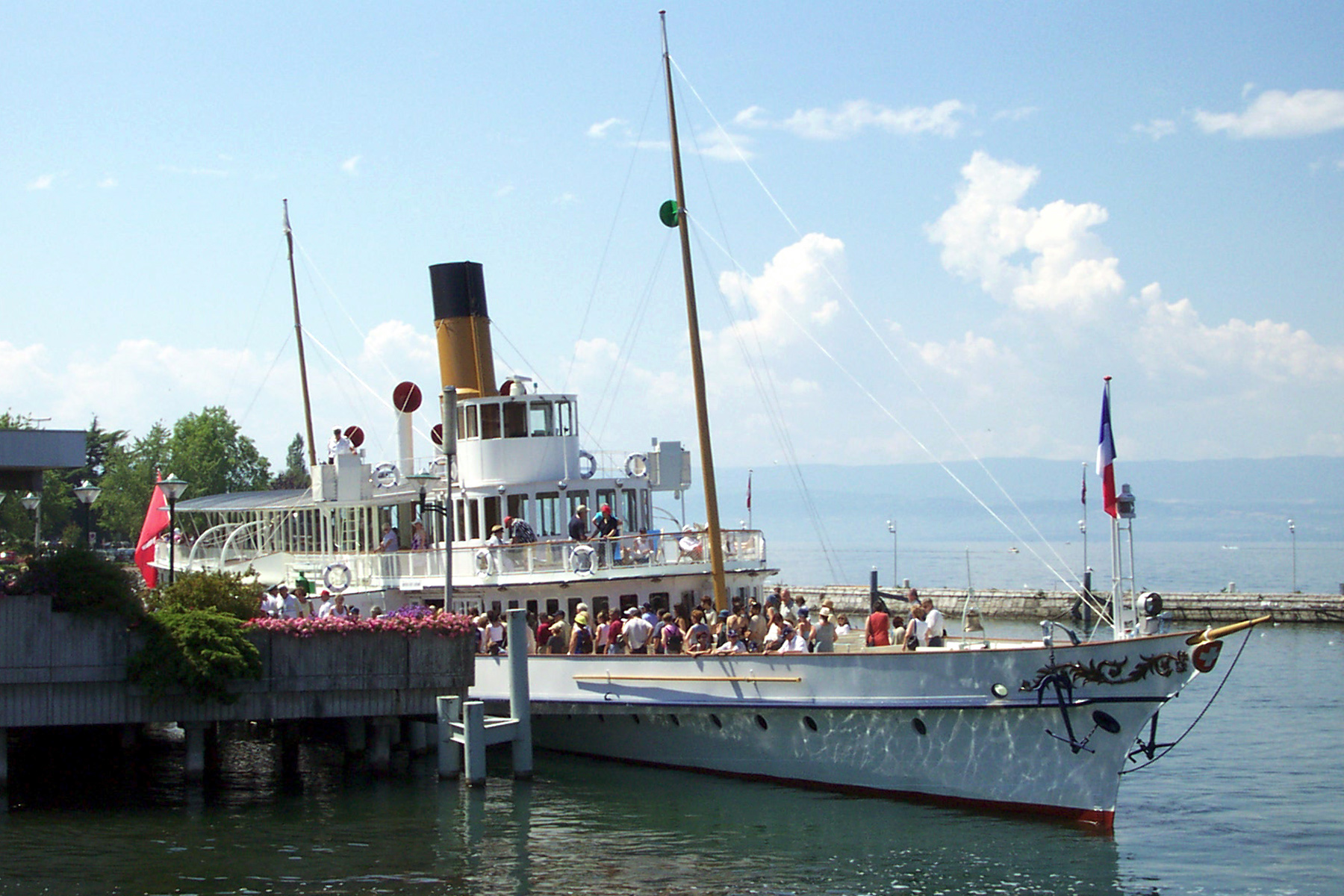
Embarcadero en el lago Léman.
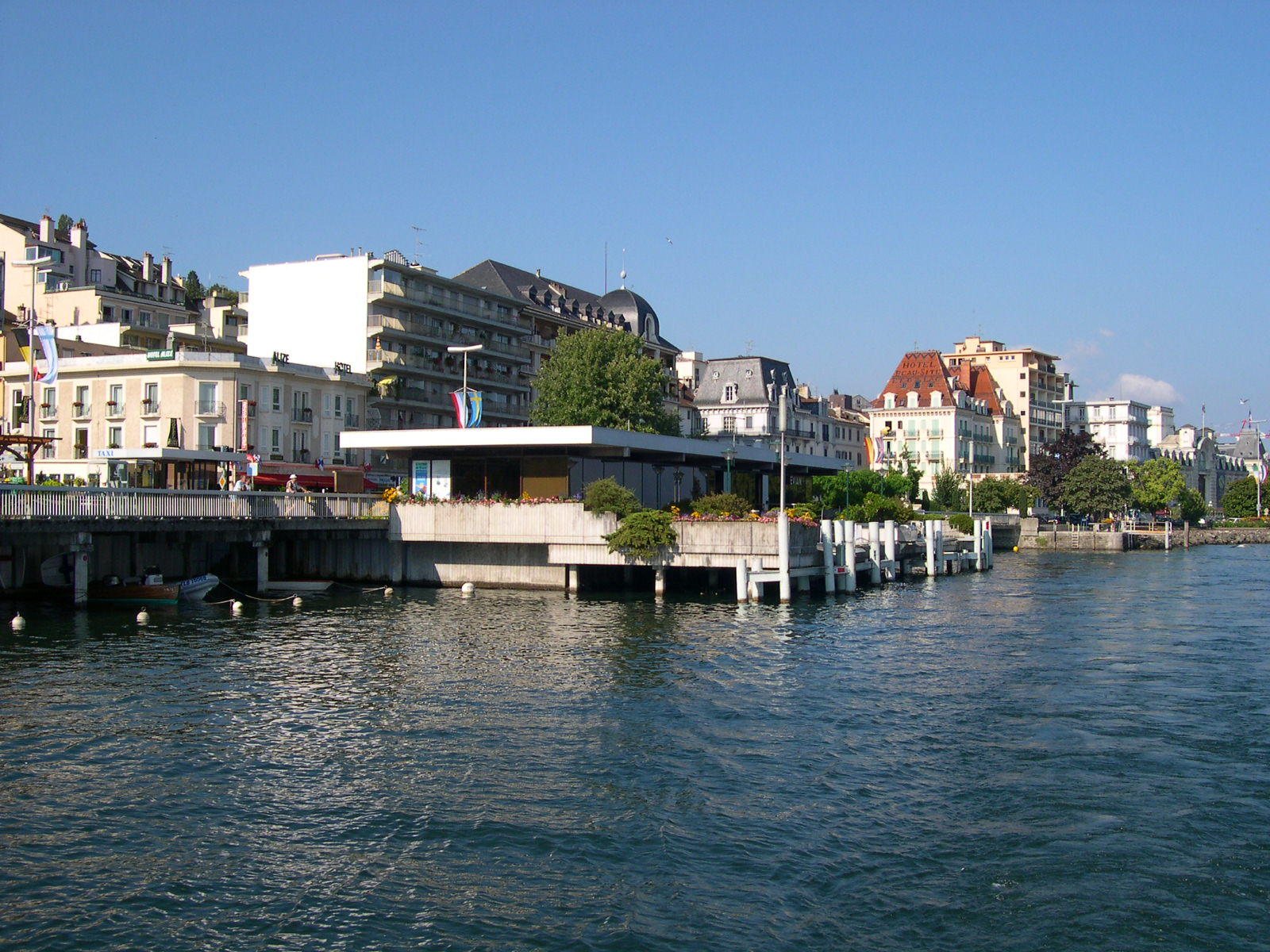
Évian-les-Bains
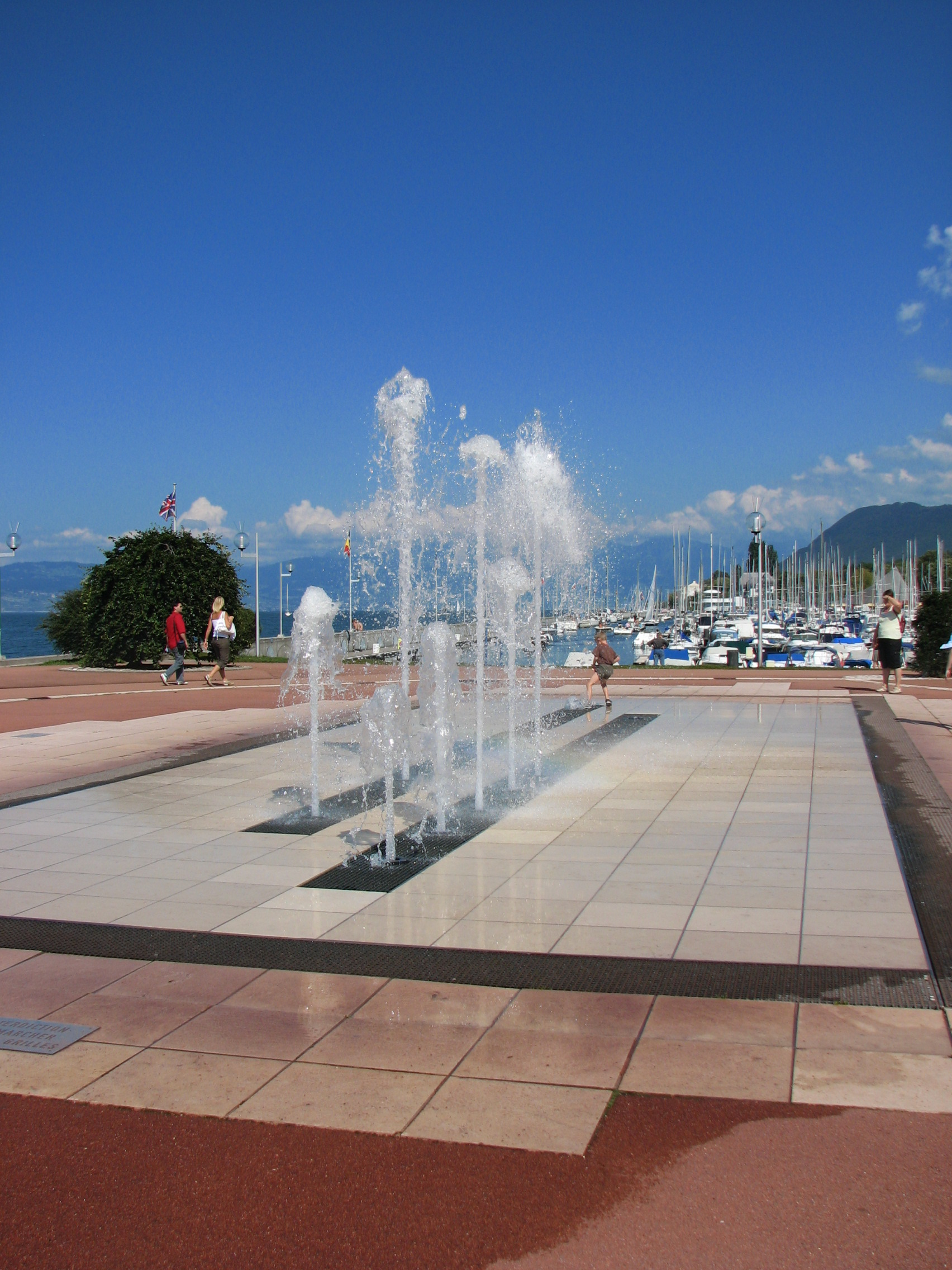
Évian-les-Bains
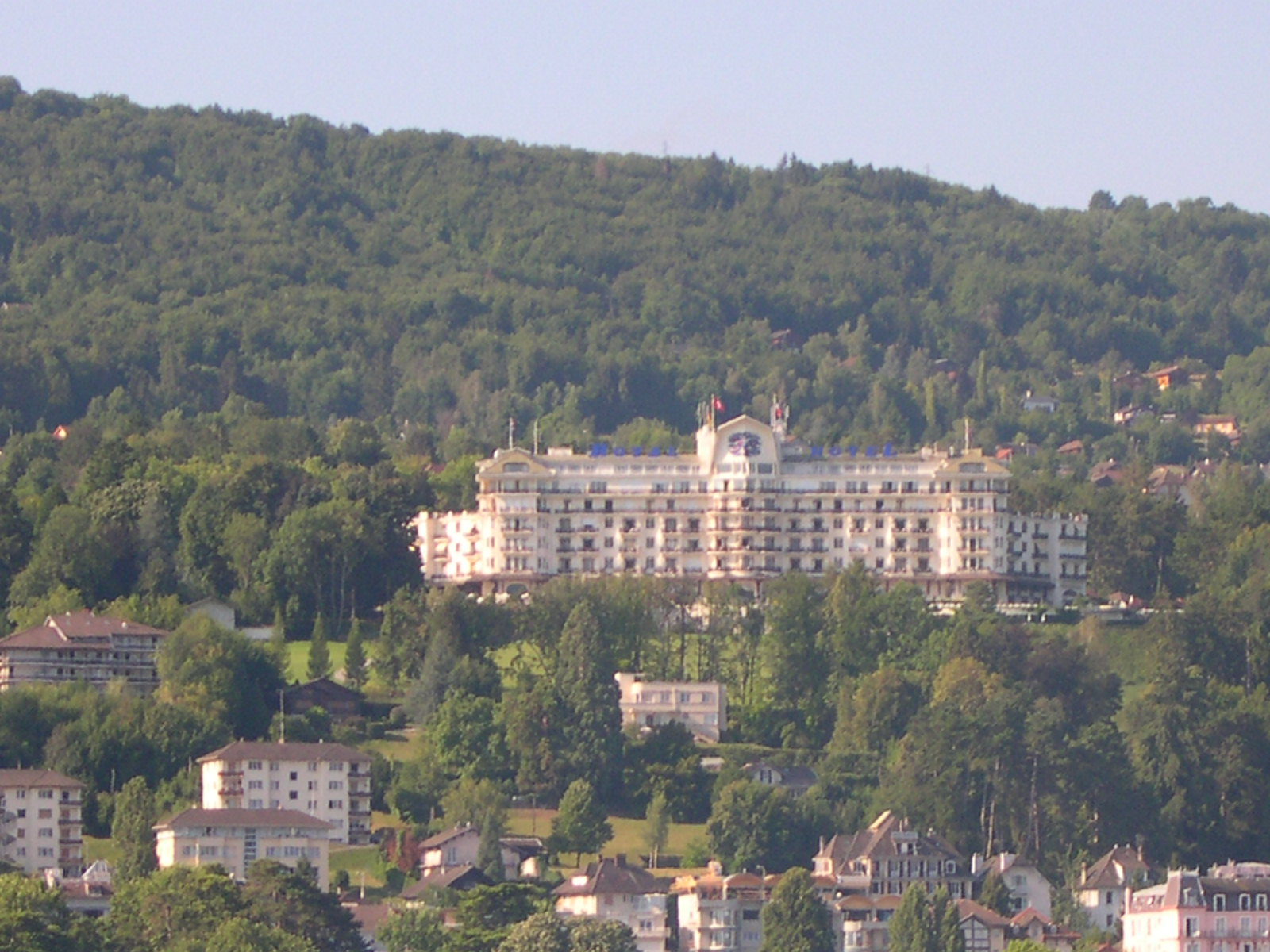
Hotel Royal